# Встреча иконы
«Встре́ча ико́ны» — картина русского художника Константина Савицкого (1844—1905), работа над которой была завершена в 1878 году. Хранится в Государственной Третьяковской галерее в Москве (инв. 591). Размер картины — 141 × 228 см. Многофигурное жанровое полотно, изображающее эпизод из крестьянской жизни, было написано в период Русско-турецкой войны 1877—1878 годов. Савицкий работал над ним в Динабурге (ныне Даугавпилс).
Картина «Встреча иконы» была представлена на 6-й выставке Товарищества передвижных художественных выставок («передвижников»), открывшейся в Санкт-Петербурге в марте 1878 года, а в мае того же года переехавшей в Москву. Произведение Савицкого произвело хорошее впечатление, и оно было приобретено Павлом Третьяковым.
По словам художественного критика Владимира Стасова, картина «Встреча иконы» полна «такого содержания, таких типов и такой правды, которые делают её одним из самых значительных и важных созданий новой русской школы». Художник и критик Александр Бенуа писал, что «Встреча иконы» является «наиболее „тузовою“ вещью Савицкого», которая входит в ряд самых характерных антиклерикальных произведений русских художников. Искусствовед Софья Гольдштейн отмечала, что в полотне «Встреча иконы» в полной мере раскрылось дарование Савицкого как «художника народной темы», который смог «приблизиться вплотную к пониманию сложной психологии народа»; по её мнению, эта картина «безоговорочно поставила Савицкого в ряды передовых художников эпохи».

## История

### Предшествующие события и работа над картиной
В 1862—1873 годах (с перерывами) Константин Савицкий учился в Императорской Академии художеств (ИАХ) в классе исторической живописи, где его наставниками были Фёдор Бруни, Алексей Марков и Павел Чистяков. В 1871 году за программу «Каин и Авель» Савицкий был удостоен малой золотой медали Академии художеств, в том же году он стал стипендиатом императора Александра II.

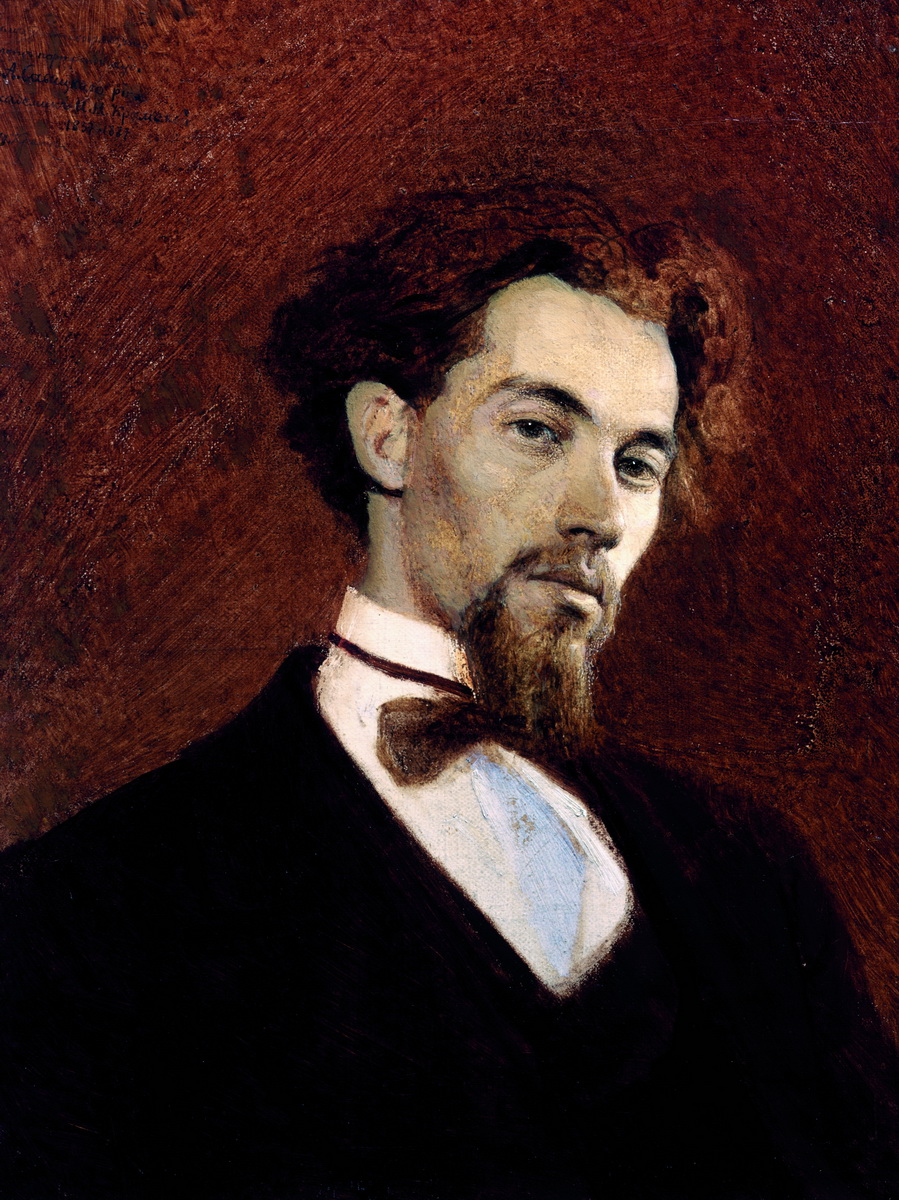
И. Н. Крамской. Портрет К. А. Савицкого (1871, ВОХМ)

В начале 1870-х годов началось сближение Савицкого с «передвижниками» — членами Товарищества передвижных художественных выставок (ТПХВ), первая выставка которого открылась в январе 1871 года. Две картины Савицкого экспонировались на второй выставке ТПХВ, открывшейся в декабре 1872 года. Руководство Академии художеств с раздражением и опасением воспринимало успех передвижных выставок. Используя формальный повод (нарушение академического устава, который запрещал учащимся участвовать в выставках других организаций), на состоявшемся 26 января 1873 года заседании Совет ИАХ исключил Савицкого из числа учеников Академии. Тем самым он был лишён права конкурировать за большую золотую медаль, а также терял шанс на пенсионерскую поездку за границу.
С лета 1873 года Савицкий работал над картиной «Ремонтные работы на железной дороге», завершив работу над ней в начале 1874 года. Полотно было представлено на 3-й выставке Товарищества передвижных художественных выставок, открывшейся в Санкт-Петербурге в январе 1874 года. Произведение Савицкого было высоко оценено зрителями и критиками, и оно было приобретено Павлом Третьяковым.
На средства, вырученные от продажи картины, Савицкий смог в 1874—1876 годах (с перерывами) осуществить зарубежную поездку, во время которой он жил и работал в Польше, Германии и Франции. В феврале 1875 года в семье Савицкого случилось несчастье — покончила жизнь самоубийством Екатерина Васильевна, жена художника (полагают, что причиной трагедии стала необоснованная ревность). Чтобы отвлечься от тяжких мыслей, Савицкий вернулся в Россию, проведя некоторое время у родственников в Динабурге (ныне Даугавпилс), а также посетив Санкт-Петербург. В мае 1875 года он вернулся в Париж, но в июле того же года опять уехал в Россию, где пробыл до осени. Возвратившись в Париж, Савицкий бо́льшую часть времени работал над начатым ранее полотном «Путешественники в Оверни», окончив её в 1876 году. В письмах к родственникам художник писал, что он рвётся «всей душой от здешних прекрасных мест» и что только в родных краях он сможет осуществить многие свои замыслы.

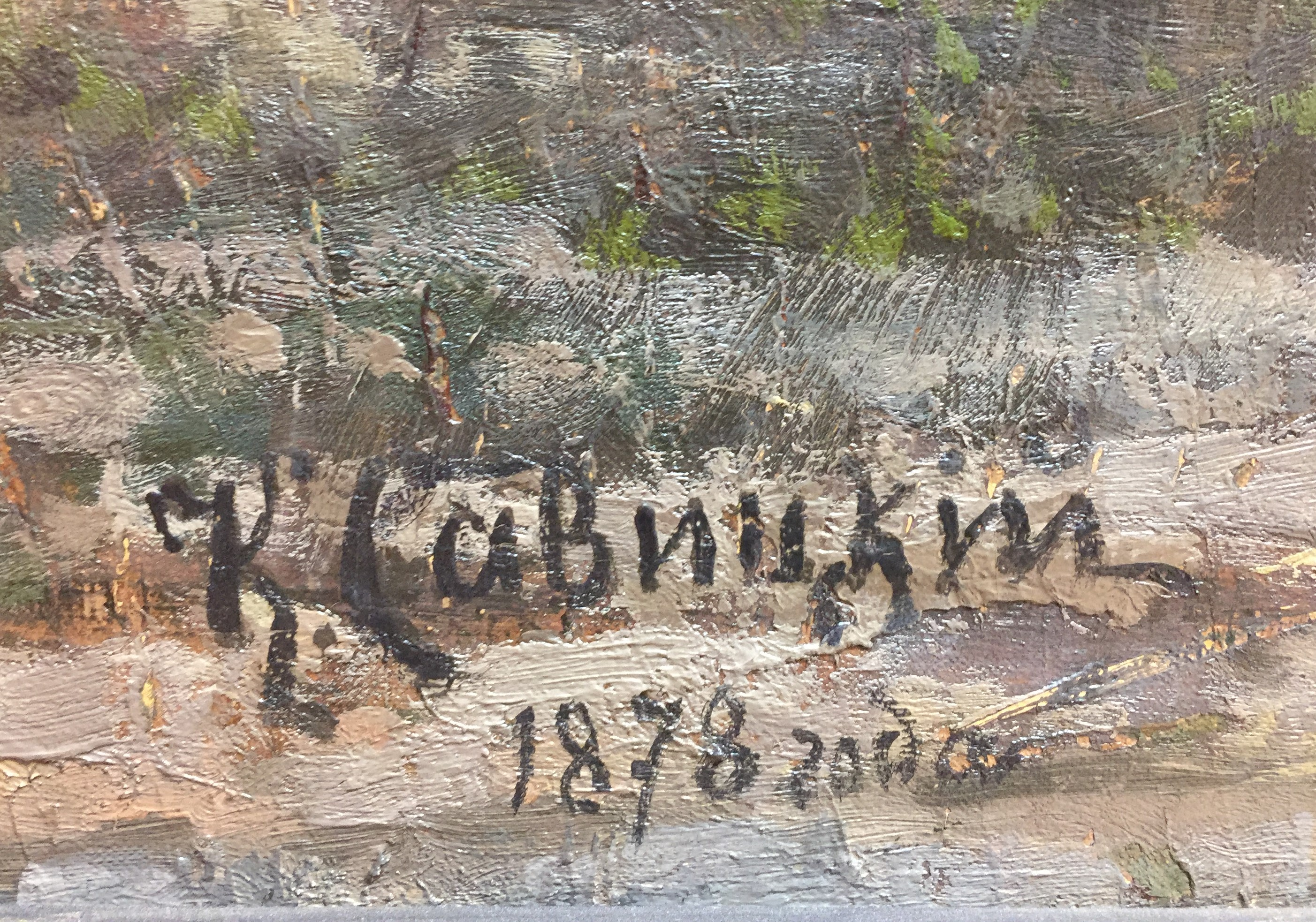
Подпись Савицкого и дата на картине «Встреча иконы»

Летом 1876 года Савицкий окончательно вернулся в Россию и поселился в Динабурге, где жила семья его сестры. Там он завершил начатую во Франции картину «Дворик в Нормандии», а также начал работу над жанровыми картинами из крестьянской жизни, среди которых были «Приглянулась» («Спросил бы, да боязно»), «Козы» и «Погорельцы» («Пожар в деревне»). Чтобы заработать на жизнь, Савицкий также сотрудничал с иллюстрированными журналами, такими как «Всемирная иллюстрация», «Пчела», «Художественный журнал» и другие. В апреле 1877 года началась Русско-турецкая война, во время которой погиб муж сестры Савицкого — офицер Сазанович. Откликом на эти события явились последующие крупные произведения Савицкого — «Встреча иконы» (1878) и «На войну» (первый вариант окончен в 1880 году, второй — в 1888 году).
По-видимому, в 1877 году и в начале 1878 года бо́льшую часть своих творческих сил художник уделял работе над полотном «Встреча иконы», однако никакой достоверной информации об этой деятельности не сохранилось. Автор изданной в 1959 году монографии о жизни и творчестве Савицкого Елена Левенфиш писала: «По странному, необъяснимому стечению обстоятельств о работе художника над этим замыслом не сохранилось никаких сведений. Трудно себе представить, что в данном случае он изменил своему творческому методу и работал без подготовительных этюдов с натуры и эскизов. Однако до настоящего времени не удалось обнаружить ни художественных, ни письменных свидетельств работы Савицкого над этим полотном».

### 6-я передвижная выставка и последующие события
Картина «Встреча иконы» была закончена в начале 1878 года. Вместе с двумя другими произведениями Савицкого — «Двориком в Нормандии» и «Путешественниками в Оверни» — «Встреча иконы» экспонировалась на 6-й выставке Товарищества передвижных художественных выставок («передвижников»), открывшейся 9 марта 1878 года в Санкт-Петербурге, а в мае того же года переехавшей в Москву. Петербургская часть выставки проходила в здании Общества поощрения художеств, а московская — в помещении Московского училища живописи, ваяния и зодчества. Прямо с выставки картина была приобретена у автора Павлом Третьяковым за две тысячи рублей. В ноябре 1878 года 6-я передвижная выставка продолжила своё путешествие по другим городам Российской империи, которое завершилось в апреле 1879 года. За это время выставка побывала в Риге (в ноябре — декабре), Вильне (в декабре — январе), Киеве (в январе — феврале), Одессе (в феврале — марте) и Харькове (в марте — апреле).
В целом полотно получило хорошие отзывы зрителей и критиков. Художник Павел Чистяков в письме к Павлу Третьякову отмечал, что на передвижной выставке «есть хорошие картины», из которых ему особенно понравились «Засуха» Григория Мясоедова, «Встреча иконы» Константина Савицкого, «Заключённый» Николая Ярошенко и «Рожь» Ивана Шишкина. В статье «Передвижная выставка 1878 года», вышедшей в конце марта 1878 года в газете «Новое время», художественный критик Владимир Стасов дал подробное описание «Встречи иконы», отметив, что как сочинение это полотно кажется ему «самою значительною картиною на выставке». Прочитав эту статью, Лев Толстой заинтересовался картинами «Засуха» и «Встреча иконы» — в письме к Стасову от 6 апреля 1878 года он писал: «Фельетон ваш хоть немного поправил то дело, что я не успел быть на выставке, — дал мне понятие о ней, но тем более жалко, что не видал картин Мясоедова и Савицкого. Содержание этих картин для меня интересно…».
В то же время в прессе встречались и критические отзывы о «Встрече иконы» — в частности, в газете «Московские ведомости» (№ 145 за 10 июня 1878 года) в негативном ключе трактовался образ священника, который был назван «патологическим типом». Обсуждая произведение Савицкого, один из критиков писал: «Под влиянием реального направления в искусстве в последнее время у нас вошло в моду изображать духовные лица возможно прозаическим образом… Мы смеем думать, что в этом заключается большая ошибка». В письме к художнику Ивану Крамскому от 9 мая 1878 года Павел Третьяков так описывал сложившуюся ситуацию: «О Савицком суждения также расходятся, но большинству „Икона“ нравится, за исключением священника, на которого единогласно нападают».

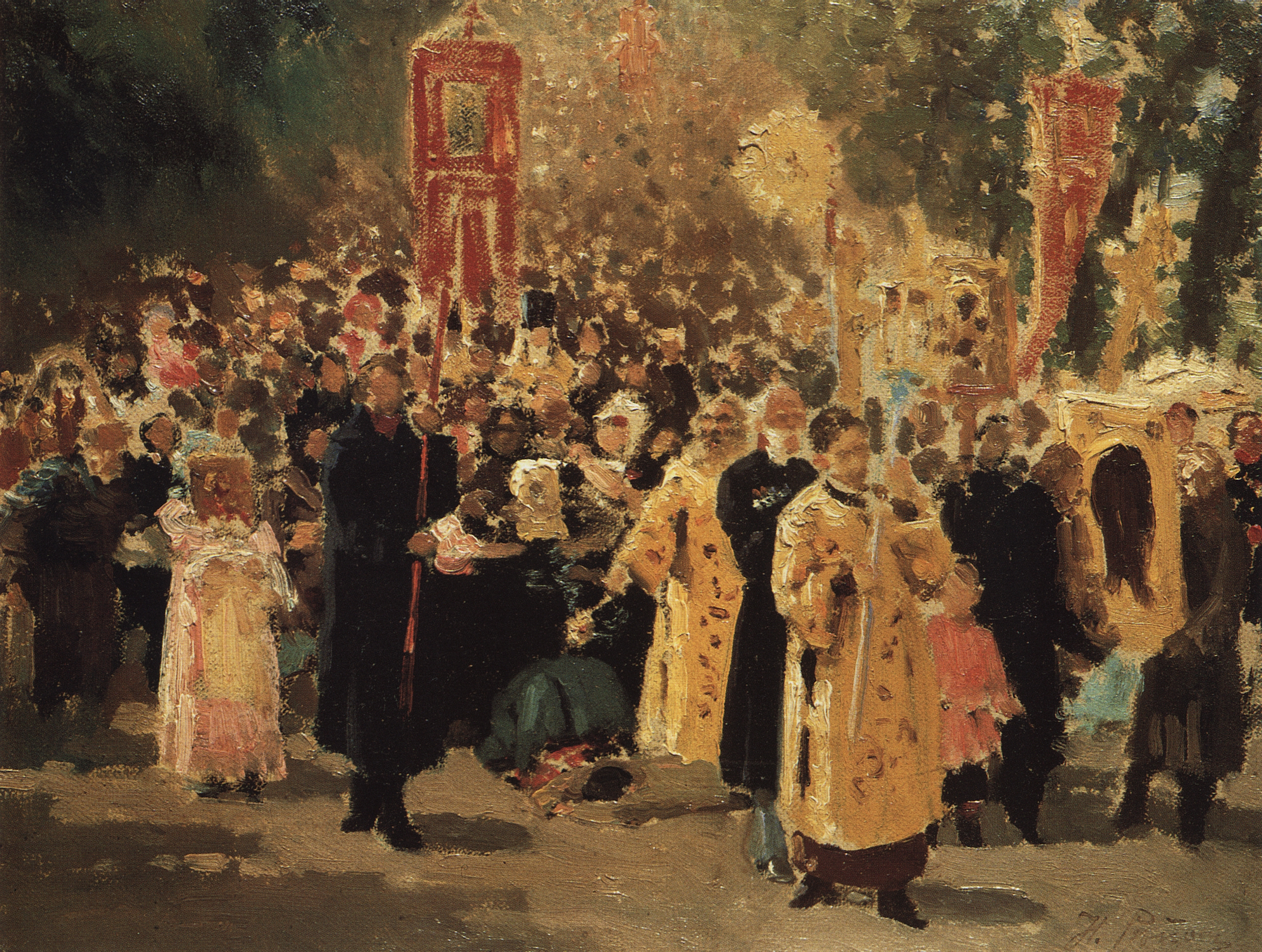
И. Е. Репин. Крестный ход в дубовом лесу. Явленная икона (эскиз, 1878, ГТГ)

В тот же период, когда Савицкий создавал «Встречу иконы», художник Илья Репин взялся за разработку темы крестного хода. В 1877 году им был написан так называемый «первоначальный эскиз» картины «Крестный ход» (ныне в ГРМ), а в 1877—1878 годах он начал работу над вторым вариантом, с которым, в частности, связан эскиз 1878 года «Крестный ход в дубовом лесу. Явленная икона» (ныне в ГТГ). Картина Савицкого, которую Репин увидел на передвижной выставке, ему очень понравилась, хотя, по некоторым сведениям, Илья Ефимович не исключал того, что идею Савицкий позаимствовал у него, поскольку он не держал в тайне свою работу. Учитывая схожесть сюжетов, Репин решил приостановить работу над своим «Крестным ходом в дубовом лесу». Художник Иван Крамской, пытавшийся переубедить Репина, в письме от 9 мая 1878 года писал ему: «…что касается Савицкого, то скажу одно: я не слеп, слава богу, и понимаю, что там есть в этой картине и чему Вы радуетесь, но не разделяю Вашей жертвы: остановки Вашей картины». В конце концов Репин продолжил работу над темой крестного хода — в 1880—1883 годах он написал «Крестный ход в Курской губернии», а в 1890-х годах вернулся к сюжету «в дубовом лесу».
Одним из недостатков «Встречи иконы», который отмечали даже те, кто в целом очень хорошо отзывался о картине, была некоторая тусклость колорита. Несмотря на то, что полотно уже было приобретено Павлом Третьяковым, Савицкий решил продолжить над ним работу, в результате чего задержался в Санкт-Петербурге до начала лета. Узнав о намерении художника делать в картине исправления, Третьяков проявил обеспокоенность, но тот настаивал на своём. В письме от 25 апреля 1878 года Савицкий писал Третьякову: «Повторяю Вам, многоуважаемый Павел Михайлович, что все поправки к картине я делаю с глубочайшим убеждением крайней необходимости, сознаю их настолько существенно важными для вещи этой, что, как и говорил Вам раньше, не согласился бы обойтись без них. А потому думаю, что Ваше опасение за то, чтобы вещь не была испорчена, является для меня мнительностью Вашей, которая, простите, не убеждает меня уже и потому, что Вы сами однажды согласились с моими доводами».

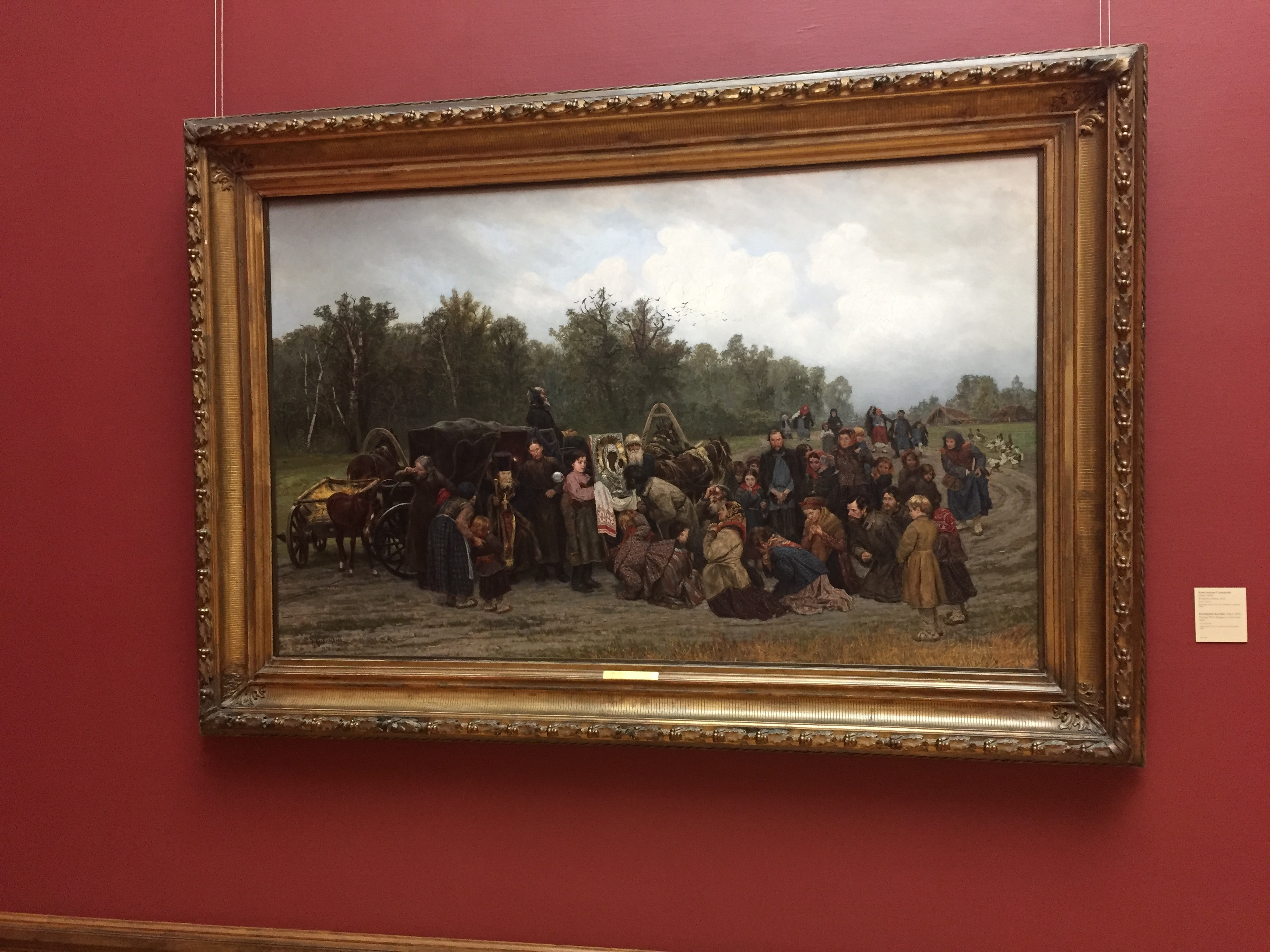
Картина «Встреча иконы» в ГТГ

В 1893 году, работая в Третьяковской галерее над вариантом-повторением «Встречи иконы» по заказу коллекционера и мецената Ивана Цветкова, Савицкий ещё раз попытался подправить колорит копируемого полотна. Однако эта попытка чуть было не привела к серьёзной ссоре с Третьяковым, который очень не любил, когда художники пытались что-то менять в картинах, уже попавших в его галерею. Вероятно, это тот же самый эпизод, о котором рассказывал многолетний хранитель Третьяковской галереи Николай Мудрогель. Он вспоминал, что через некоторое время после того, как «Встреча иконы» появилась в галерее, изображённые на ней белые облака «начали раздираться» и на поверхности красочного слоя появились трещины, которые стали расти со временем. Третьяков связался с Савицким, и тот обещал исправить дефекты. Находясь в галерее в отсутствие Павла Михайловича, автор полотна прошёлся кистью по облакам, которые в результате приобрели розоватый оттенок, который Третьякову не понравился. По словам Мудрогеля, «Третьяков, как увидел такую поправку, потребовал скипидару и тут же смыл новую краску, нанесенную на облака, оставив белые с кракелюрами»; после этого картина так и осталась в таком виде.
Впоследствии картина «Встреча иконы» экспонировалась на ряде выставок, проходивших в СССР. В 1955 году она была представлена на персональной выставке Савицкого, посвящённой 50-летию со дня смерти художника (выставка проходила в Третьяковской галерее в Москве). В 1971—1972 годах полотно принимало участие в выставках «Передвижники в Государственной Третьяковской галерее» (Москва) и «Бытовая живопись передвижников» (Ленинград, Киев, Минск), приуроченных к столетию ТПХВ.

## Сюжет, действующие лица и композиция
На просёлочной дороге, проходящей у края леса, остановился проезжавший мимо тарантас с чудотворной иконой, которую по просьбе крестьян из соседней деревни вынесли для обозрения и почитания. Икону на вышитом полотенце держат седой старик и мальчик в розовой рубахе. Икона расположена в композиционном центре полотна. Справа от неё находятся усердно молящиеся мужики и бабы, со стороны деревни торопливо подходят другие крестьяне. Слева от иконы — сопровождающие её лица, среди которых пожилой священник, два дьячка, а также сидящий на облучке кучер. Рядом со священником спиной к зрителю стоят рыжеволосая девочка и её бабушка.

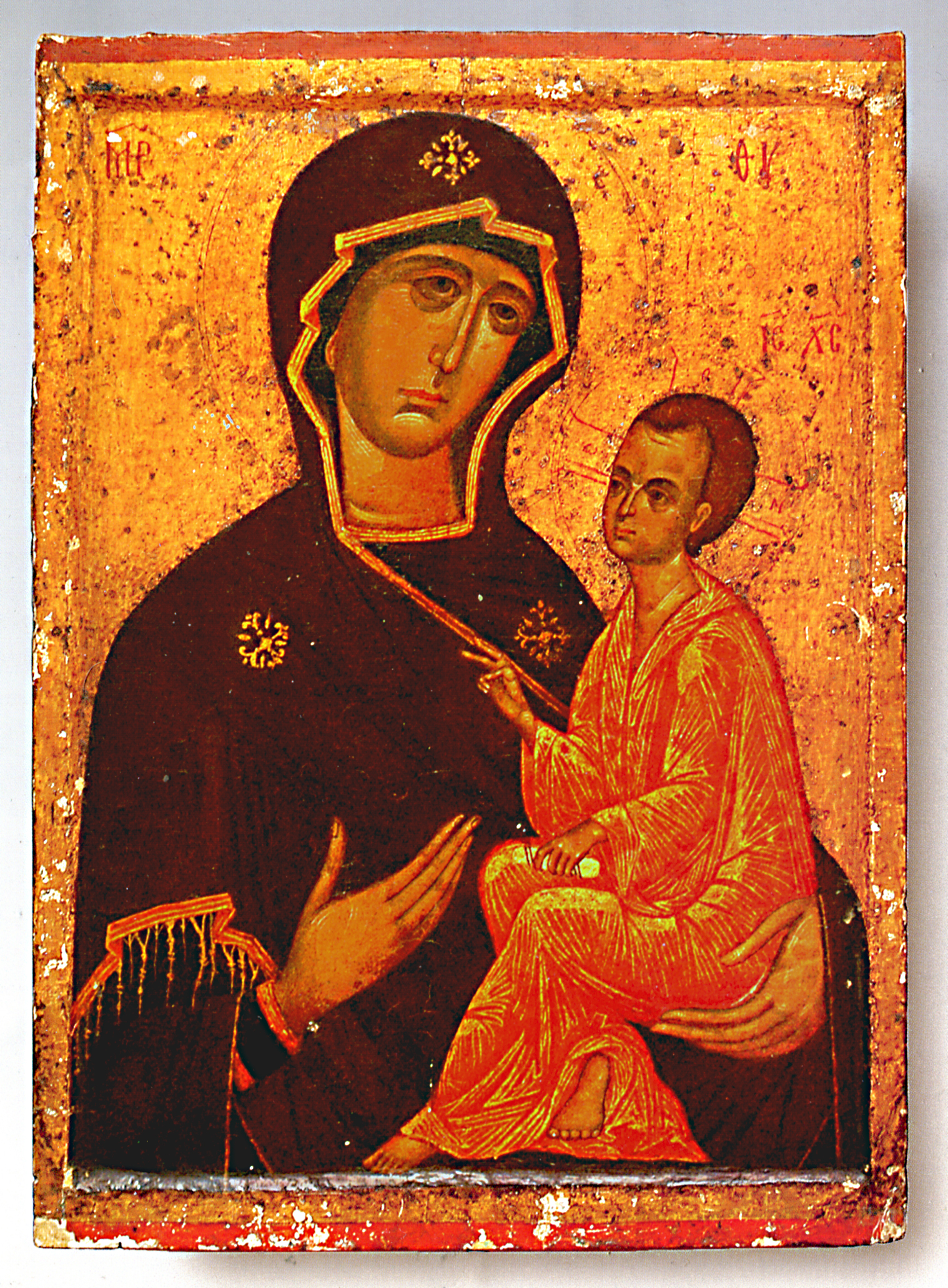
Тихвинская икона Божией Матери без оклада

Самым светлым пятном картины является икона Богоматери, заключённая в серебряный оклад с золотыми нимбами. По некоторым предположениям, икона, изображённая Савицким, могла быть одним из списков чудотворной Тихвинской иконы Божией Матери, являющейся иконографическим подтипом Одигитрии (сама икона до 1883 года не покидала стен Тихвинского Богородичного Успенского монастыря).
Священник, вылезающий из тарантаса и поддерживаемый одним из дьячков, одет в лиловую камилавку и красную, шитую золотом епитрахиль, поверх которых накинута чёрная шуба на лисьем меху. Его лицо — одутловатое, с маленькими глазками и редкой бородкой, — производит неприятное впечатление. По словам Елены Левенфиш, «дряхлый, с неприятной физиономией поп лишён каких бы то ни было привлекательных черт». У дьячка, помогающего священнику, рассеянный и скучающий вид. Тем не менее он не забыл взять с собой кружку для пожертвований, которую он прижимает к себе свободной рукой. Другой дьячок, находящийся у задней части тарантаса, с удовольствием нюхает табак.
Бросается в глаза то, что среди крестьян практически нет молодых мужчин, — в то время, когда создавалась картина, шла Русско-турецкая война и многие из них были призваны в армию. В толпе находятся пожилые крестьяне, дети и солдатские жёны, которые надеются, что преклонение перед чудодейственной иконой поможет их близким, участвующим в боевых действиях. Склонилась в глубоком поклоне старуха в разноцветном шугае, за её спиной, с умилением глядя на икону, стоит на коленях женщина в платке с жёлтым узором, правее неё плачет молодая крестьянка с платком, сбившимся на плечи. На втором плане крестится седобородый старик, рядом с ним склонился к иконе бородатый мужик в серой шинели — по-видимому, отставной солдат.
В толпе крестьян выделяется стоя́щий мужчина, чувства которого далеки от религиозно-молитвенных. Он погружён в глубокое раздумье, вероятно, размышляя о тщетности надежды найти защиту с помощью молитвы. Елена Левенфиш писала, что «отчуждённость этого человека, его раздумье над происходящим заставляют задуматься и зрителя; перед ним словно раскрываются мысли и чувства отдельных людей и, сливаясь воедино, предстают как общее народное бедствие». Искусствовед Дмитрий Сарабьянов отмечал, что Савицкий стремился «выделить эту фигуру, подчеркнуть её, сделать её главной в многоголосом „хоре“ крестьян», художник хотел показать «интеллектуальность своего героя, его способность многое понимать своим умом». Некоторые исследователи полагают, что этот мужчина — не крестьянин, а случайно оказавшийся здесь интеллигент-разночинец или сельский учитель. По мнению искусствоведа Зинаиды Зоновой, «взгляд этого мужчины как бы выявляет, поясняет отношение самого́ Савицкого к данному явлению».
Фрагменты картины «Встреча иконы»
Толпу людей, окружившую икону, Савицкий располагает не тем естественным широким полукругом, который можно было бы ожидать в действительности, а разрывает его, создавая открытое пространство первого плана между фигурами бабушки и внучки в левой части картины, а также мальчика и девочки у правого края полотна. Линия вершин деревьев заднего плана соответствует «волнообразному ритму» фигур крестьян — то выпрямляющихся, то опускающихся к самой земле. Хорошо написан деревенский пейзаж, «отличающийся тонкой поэтичностью» и находящийся в гармонической связи с изображёнными людьми. Единство тональности, соответствующее пасмурному летнему дню, сочетается с большим колористическим богатством полотна.

## Вариант-повторение и этюд
Вариант-повторение полотна «Встреча иконы», над которым Савицкий работал в 1893 году в Третьяковской галерее, хранится в Астраханской картинной галерее имени П. М. Догадина (холст, масло, 40,8 × 59,8 см, по другим данным — 41 × 60 см, 1893, инв. Ж-387). В Тульском областном художественном музее хранится этюд к этому варианту полотна, под названием «Богомолка» (холст, масло, 34,5 × 26,5 см, по другим данным — 34 × 27 см, 1893, инв. Ж-334). На нём изображена Татьяна Никитична Цветкова — мать Ивана Цветкова, в собрании которого ранее находились и этот этюд, и вариант-повторение из Астраханской картинной галереи. Закончив работу над вариантом-повторением, Савицкий сообщил Цветкову: «Картину покончил или, по крайней мере, не нахожу, что делать в ней». Посылая этюд, художник написал: «Посылаю раму и портрет — этюд Вашей матушки, владейте на добрую память об авторе, который при случае доведёт портрет с тем, чтобы под ним подписаться».
Вариант-повторение и этюд

## Отзывы и критика
В обзорной статье о 6-й передвижной выставке художественный критик Владимир Стасов писал, что «Встреча иконы» — лучшая картина Савицкого, в которой он сделал такой шаг вперёд, какого трудно было от него ожидать после таких «сухих и бездушных фотографий с натуры», как «Ремонтные работы на железной дороге» (1874). По словам Стасова, Савицкий представил на передвижной выставке картину, «хотя и опять большую, но превосходную, хотя и грязно и серо написанную, но полную такого содержания, таких типов и такой правды, которые делают её одним из самых значительных и важных созданий новой русской школы». В изданной в 1883 году статье «Двадцать пять лет русского искусства» Стасов также давал высокую оценку «Встрече иконы», причисляя её к лучшим образцам «хоровых» картин русской школы живописи («хоровыми» он называл полотна, изображающие многофигурные сцены из народной жизни, в которых представлены многообразные типы и характеры, но «нет никакого одного главного героя»).

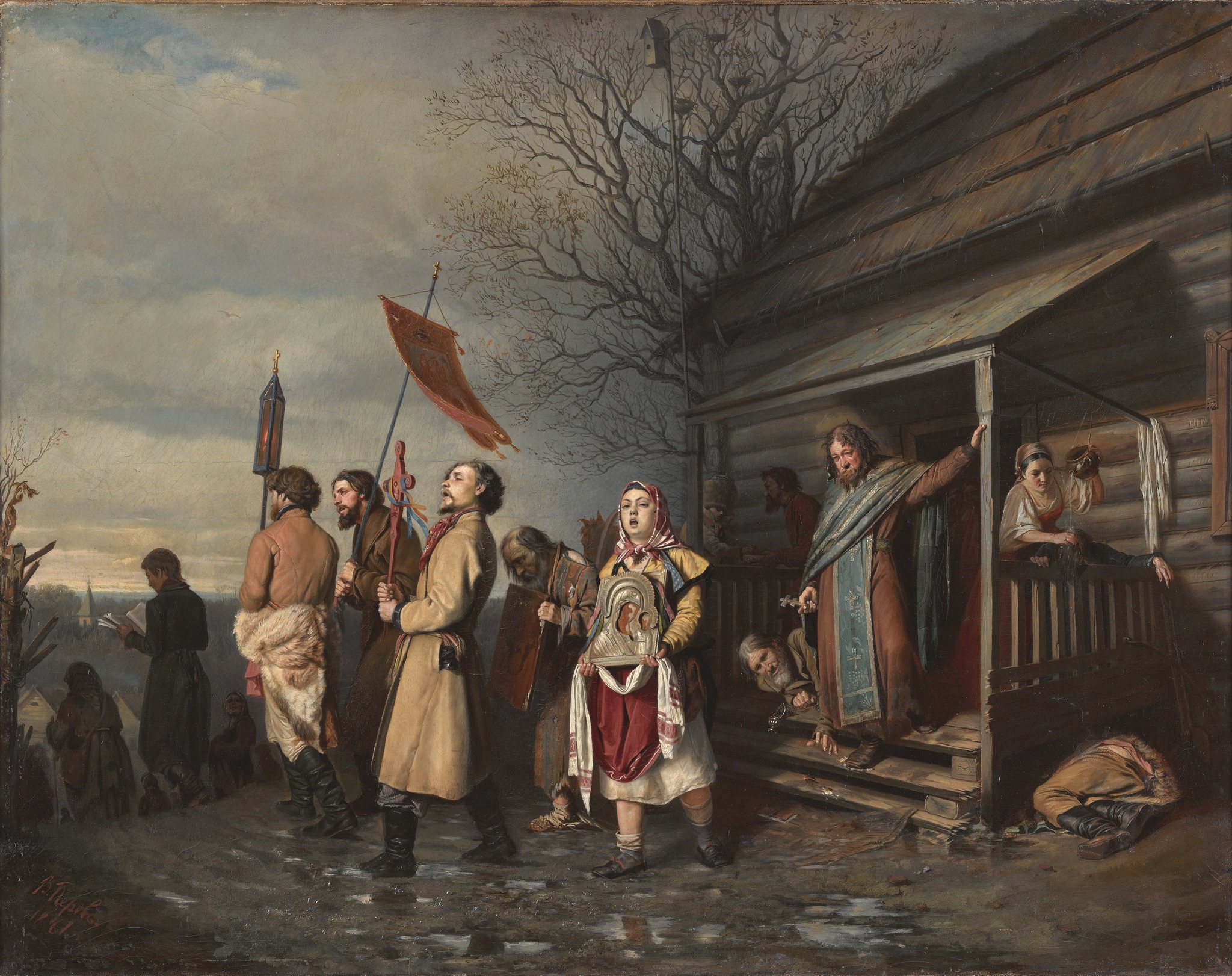
В. Г. Перов. Сельский крестный ход на Пасхе (1861, ГТГ)

Художник и критик Александр Бенуа в книге «История русской живописи в XIX веке», первое издание которой вышло в свет в 1902 году, писал, что появившаяся на выставке 1878 года «Встреча иконы» считается «наиболее „тузовою“ вещью Савицкого». По мнению Бенуа, это полотно можно рассматривать в одном ряду с другими картинами русских художников, высмеивающими духовенство, — «Чаепитие в Мытищах» и «Сельский крестный ход на Пасхе» Василия Перова, «Крестный ход в Курской губернии» и «Перед исповедью» Ильи Репина и так далее. По словам Бенуа, «Встреча иконы» Савицкого представляет собой «одно из самых характерных в этом антиклерикальном роде произведений».
Сравнивая «Встречу иконы» с написанным в 1861 году полотном Василия Перова «Сельский крестный ход на Пасхе», искусствовед Алексей Фёдоров-Давыдов писал, что это сравнение позволяет «ясно увидеть, какой большой шаг вперёд в изображении деревенской жизни сделало передвижничество за короткий срок» и насколько сложнее, богаче и многообразнее показаны деревенские реалии в произведении Савицкого. Фёдоров-Давыдов отмечал, что «Встреча иконы» также демонстрирует выросшее живописное мастерство Савицкого, — художник использует красивую и богатую оттенками красочную гамму, «прекрасно написанный пейзаж» является не просто фоном, а включает в себя всю сцену целиком, при этом связь фигур с пейзажем достигается более богатыми, чем в предшествующих работах Савицкого, средствами тональной живописи. По мнению Фёдорова-Давыдова, дальнейшее развитие того, что достиг Савицкий во «Встрече иконы», было дано в картине Ильи Репина «Крестный ход в Курской губернии», а также в произведениях Василия Сурикова.

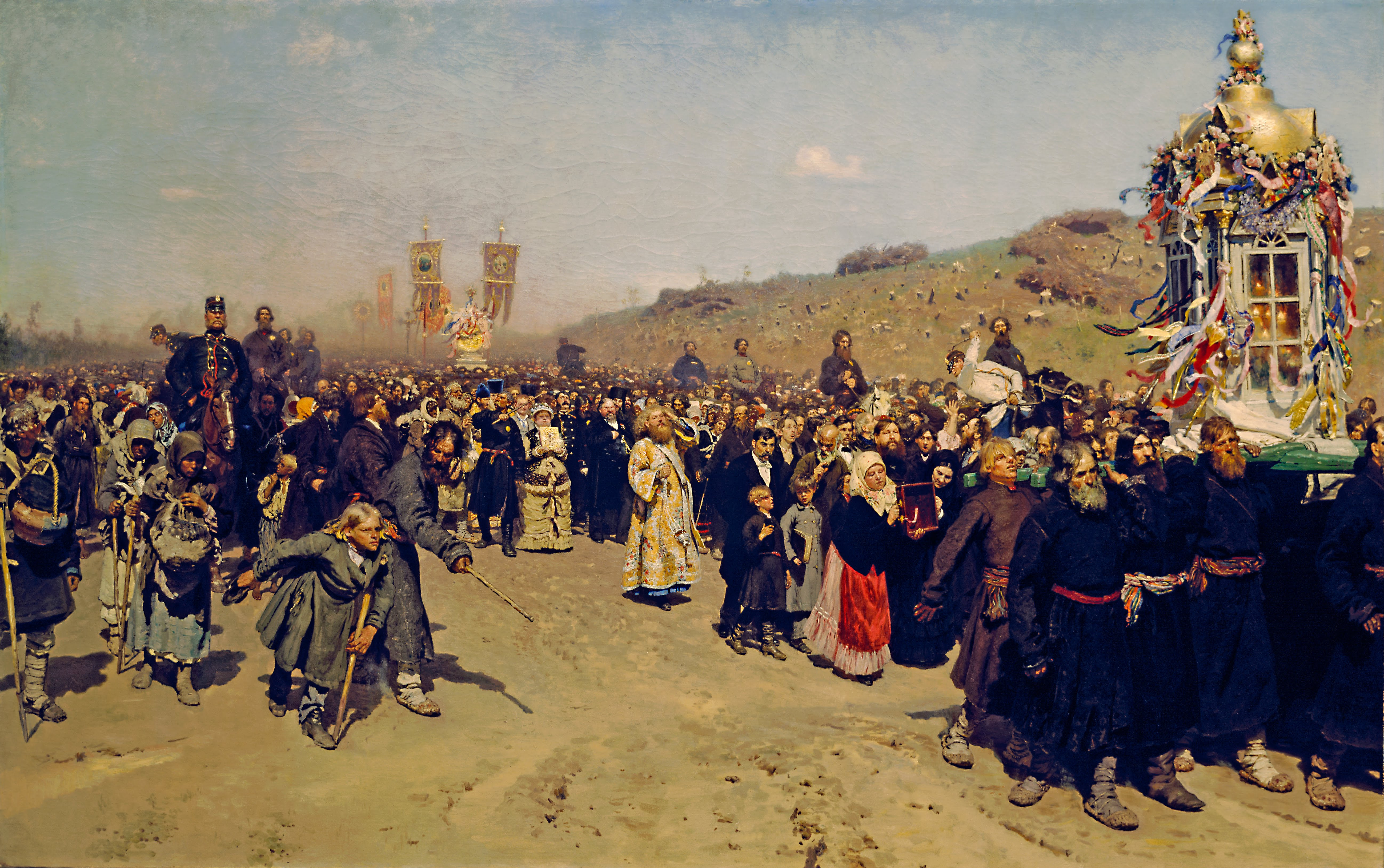
И. Е. Репин. Крестный ход в Курской губернии (1880—1883, ГТГ)

Искусствовед Дмитрий Сарабьянов отмечал, что картина «Встреча иконы» стала важным шагом на пути к трактовке сцен крестьянской жизни, включающей в себя многогранный и разносторонний показ различных представителей народа — «многообразную галерею крестьянских типов». По словам Сарабьянова, в этом произведении Савицкого «начинает преобладать психологическое решение темы», поскольку его замысел в значительной степени «раскрывается через психологию каждого из участников сцены».
Искусствовед Софья Гольдштейн писала, что в полотне «Встреча иконы» в полной мере раскрылось дарование Савицкого как «художника народной темы», который смог «приблизиться вплотную к пониманию сложной психологии народа». Гольдштейн отмечала, что, по сравнению с более ранними работами художника, в этом произведении представлена «неизмеримо более широкая и многообразная галерея народных образов». По её мнению, картина «Встреча иконы» «безоговорочно поставила Савицкого в ряды передовых художников эпохи».

## Комментарии
1. 1 2 3 4 5  Для датировки событий, происходивших в Российской империи, используется юлианский календарь («старый стиль»).